# Kristalgrootteverdeling
De kristalgrootteverdeling beschrijft het aantal kristallen als functie van de lengte. Een andere veel gebruikte term is het uit het Engels ontleende Crystal Size Distribution (of CSD). De kristalgrootteverdeling kan op een aantal manieren gedefinieerd zijn:
- De cumulatieve kristalgrootteverdeling {\displaystyle N(x)}. Dit is het aantal kristallen per eenheid kristallisator volume als functie van de kristallengte met als eenheid [# mslurrie−3]

- De populatiedichtheid {\displaystyle n(x)} met als eenheid [# mslurrie−3mkristal−1]. De populatiedichtheid is derhalve de afgeleide van {\displaystyle N(x)} naar de kristallengte dus {\displaystyle dN(x)/dx}.
- De cumulatieve massadichtheiddistributie {\displaystyle M(x)} met als eenheid de massa kristallen per eenheid volume als functie van de kristallengte [kg/m3].

Als maat voor de kristalgrootte wordt vaak de mediaan van de kristalgrootteverdeling (L50) gebruikt.